# Strauzia longitudinalis
Strauzia longitudinalis är en tvåvingeart som först beskrevs av Friedrich Hermann Loew 1873.  Strauzia longitudinalis ingår i släktet Strauzia och familjen borrflugor. Inga underarter finns listade i Catalogue of Life.